# Бернесс, Пит
Уилсон Д. «Пит», «Питер» Бернесс (англ. Wilson D. «Pete», «Peter» Burness; 16 июня 1904 — 21 июля 1969) — американский художник-мультипликатор, режиссёр и кинопродюсер. За свою карьеру он выиграл две премии «Оскар» и, пожалуй, наиболее известен своей работой над сериалом «Мистер Магу» . Он также участвовал в серий мультфильмов «Том и Джерри», «Looney Tunes» и «Merrie Melodies», а также в телесериале «Шоу Рокки и Буллвинкля» .

## Биография
Пит Бернесс родился в Лос-Анджелесе 16 июня 1904 года, учился в Университете Южной Калифорнии и Художественном институте Шуинара. Он работал коммерческим художником, его карьера в анимации началась в 1930 году, когда он работал с Ромером Греем и Тедом Эшбо над фильмами «Гуфи-козлики» и неизданным фильмом «Детёныш Бинко». В 1933 году он перешёл в Van Beuren Studios, где анимировал сериал «Маленький король». В 1934 году его уволили из студии вместе с 49 другими людьми, после чего он переехал в компании Харман-Айзинг в 1936 году и в Метро-Голдвин-Майер в 1938 году. В 1940 году начал работать в подразделении Ханна-Барбера, над мультфильмом Том и Джерри. Начиная с «Puss n' Toots», он был главным аниматором мультфильма в 1942–1946 годах (хотя в 1945 году он сделал небольшой перерыв, чтобы поработать в Ланце), в своих более поздних короткометражках он не был указан в титрах. Он анимировал множество странных, сюрреалистических сцен. В 1947 году он покинул MGM, чтобы работать в John Sutherland Productions.
Бернесс некоторое время работал в Warner Bros. в 1948 и 1949 годах, анимируя несколько короткометражных фильмов Looney Tunes и Merrie Melodies. Он покинул Warners, чтобы стать директором United Productions of America, занимавшейся анимацией популярного сериала «Мистер Магу» . Два его короткометражных фильма «Когда Магу летел» (1954) и «Прыгун мистера Магу по лужам» (1956), получили премию «Оскар» за лучший анимационный короткометражный фильм.
В 1958 году Бёрнесс покинул UPA и присоединился к Jay Ward Productions в качестве режиссёра сериалов «Шоу Рокки и Буллвинкла» и «Хоппити Хупер». Работая на Джея Уорда, он стал соавтором сценария и был нанят для постановки фильма «Принцесса и колдун» с мистером Магу в главной роли. После споров с продюсером Стивеном Босустоу он покинул проект и был заменен Джеком Кинни. Его последней работой была роль режиссёра в сериале «Джордж из джунглей» в 1967 году.

## Смерть
Бернесс умер от рака в Пасадине 21 июля 1969 года в возрасте 65 лет.